# Височно-нижнечелюстной сустав
Висо́чно-нижнечелюстно́й суста́в (лат. articulátio temporomandibuláris) — парный диартроз на черепе, соединяющий нижнюю челюсть с основанием черепа. Образован головкой нижнечелюстной кости и нижнечелюстной ямкой, является эллипсовидным двуосным суставом височной кости. Уникальным образованием сустава является внутрисуставной диск (лат. díscus articuláris), который срастаясь с капсулой сустава разделяет полость суставной капсулы на два обособленных отдела.

## Онтогенез
Закладка сустава происходит на 12 неделе внутриутробного развития.

## Строение и функция

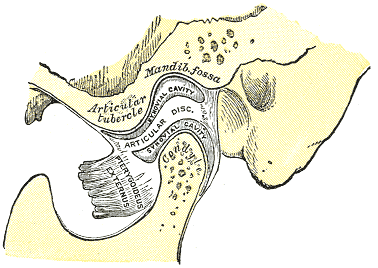
Сагиттальный распил височно-нижнечелюстного сустава.

Височно-нижнечелюстной сустав является комбинированным суставом, представляющим функциональное сочетание двух анатомически отдельных блоковых суставов (левого и правого). Сочленяющиеся поверхности головки нижней челюсти (лат. cáput mandibuláre) и суставной бугорок (лат. tuberculum articulare) височной кости дополнены расположенным между ними волокнистым внутрисуставным хрящом (лат. díscus articuláris), который прирастая краями к суставной капсуле, разделяет суставную полость на два обособленных отдела. Оба височно-нижнечелюстных сустава функционируют одновременно, представляя собой единое комбинированное сочленение. Височно-нижнечелюстной сустав по строению хоть и относится к мыщелковым (скорее - к эллипсовидным) , но благодаря наличию внутрисуставного хрящевого диска в нём возможны движения в трёх направлениях:
1. фронтальная ось: опускание и поднятие нижней челюсти (открывание и закрывание рта) — совершается в нижнем отделе сустава, между хрящевым диском и головкой нижней челюсти;
2. сагиттальная ось: смещение нижней челюсти вперёд и назад — совершается в верхнем отделе сустава, между хрящевым диском и суставной поверхностью височной кости;
3. вертикальная ось: боковые движения (ротация нижней челюсти) при жевании — на одной стороне головка нижней челюсти вместе с хрящевым диском выходят из суставной ямки на бугорок, а с противоположной стороны осуществляется ротация головки нижней челюсти относительно суставной впадины вокруг вертикальной оси.

Выделяют основные элементы сустава:
- Блок нижней челюсти
- Суставная поверхность височной кости
- Капсула
- Внутрисуставной диск
- Связки

### Связки
Около височно-нижнечелюстного сустава выделяют три связки: большую  латеральную связку (лат. ligamentum laterale), имеющую непосредственное отношение к суставу, и две малые связки — клиновидно-нижнечелюстную (лат.  = лат. ligamentum sphenomandibulare) и шилонижнечелюстную (лат.  = лат. ligamentum stylomandibulare), лежащих в отдалении от сустава:
- Большая (лат. lig. laterale, лат. lig. temporomandibulare) — это на самом деле утолщение латеральной части капсулы, которое имеет две части: наружную косую и внутреннюю поперечную.
- Две малые связки (лат. lig. stylomandibulare et sphenomandibulare), представляют собой не связки, а искусственно выделяемые участки фасций, образующие петлю, способствующую подвешиванию нижней челюсти.
  - лат. Lig. stylomandibulare отделяет подвисочную область (спереди) от околоушного (сзади), и начинается от шиловидного отростка к углу нижней челюсти.
  - лат. Lig. sphenomandibulare начинается от ости клиновидной кости к язычку нижней челюсти.

Эти связки играют важную роль в том, что они определяют границы движения, или другими словами, крайние границы движений нижней челюсти. Движения нижней челюсти могут быть совершены только в пределах функциональных ограничений креплений мышц. Попытка увеличения степени свободы вызывает болевые ощущения и, таким образом указанные границы редко достигаются при нормальной функции сустава. Соединение среднего уха (молоточка) с височно-нижнечелюстным суставом:
- диско-нижнечелюстная связка,
- молоточково-нижнечелюстная связка.

### Капсула и хрящевой диск
Суставная капсула прикрепляется по краю fossa mandibularis до fissura petrotympanica, заключая в себе tuberculum articulare, а внизу охватывает collum mandibulae.

## Иннервация и кровоснабжение
Собственно сустав имеет только чувствительную иннервацию. Чувствительные волокна, иннервирующие сустав, выходят из ушно-височной и жевательной ветви V3 (из нижнечелюстной ветви тройничного нерва).
Снабжение сустава артериальной кровью осуществляется из бассейна наружной сонной артерии, преимущественно из поверхностной височной артерии. Другие ветви наружной сонной артерии, обеспечивающие кровоснабжение сустава: глубокая ушная артерия, передняя барабанная артерия, восходящая глоточная артерия, и верхнечелюстная артерия.
Венозный отток осуществляется в венозную сеть rete articulare mandibulae, которая оплетает сустав, а далее — в v.retromandibularis.

## Диагностика заболеваний
Диагностика состояния ВНЧС проводится такими методами, как рентгенография, компьютерная томография и магнитно-резонансная томография. Наиболее информативным является МРТ височно-нижнечелюстного сустава, которая позволяет визуализировать различные элементы суставов, при этом не оказывая лучевой нагрузки на организм.